# SM the Ballad
SM The Ballad (em coreano:  에스엠 더 발라드; estilizado como S.M. the Ballad  ou S.M. THE BALLAD) é um supergrupo de balada sul-coreano, formado pela SM Entertainment em 2010. Os membros originais do grupo são: Jay Kim, Kyuhyun, Jonghyun e Jino.

## História

### 2010: Criação eMiss You
Originalmente intitulado "When It Began", a canção de estreia do SM The Ballad, "Miss You", foi composta para o SHINee apresentar em dueto. Quando o nome do grupo SHINee ainda estava indefinido, Onew e Jonghyun já haviam gravado a canção em dueto com a participação do rap de Minho, com a intenção de incluir a canção no álbum de estreia do grupo. Devido à incompatibilidade com a imagem do álbum, no entanto, havia planos de lançar a canção como um single. Isso também não se materializou como planejado, e com novas mudanças no plano, a decisão era em ter Xiah Junsu (TVXQ), Kyuhyun (Super Junior) e Jonghyun (SHINee) apresentando como trio. Com apenas dois meses antes do álbum a ser lançado, o JYJ lançou uma declaração em deixar a SM. O plano final foi incluir Jay Kim (TRAX) e o trainee da agencia Jino, e o título da canção tornou-se oficialmente "Miss You".
A primeira apresentação do grupo foi no Inkigayo da SBS, transmitido em 28 de novembro de 2010. O álbum, Miss You, foi lançado em 29 de novembro de 2010.

### 2014: Segunda geração eBreath
Em 3 de fevereiro de 2014, a SM Entertainment revelou que o SM The Ballad voltaria com uma nova formação e um novo álbum, intitulado Breath. Tendo como novos integrantes Max Changmin (TVXQ), Yesung (Super Junior), Zhang Liyin, Taeyeon (Girls' Generation), Zhou Mi (Super Junior-M), Krystal Jung (f(x)) e Chen (EXO), sendo Jonghyun o único membro restante da formação original. Um representante da SM falou com o My Daily: "O SM The Ballad está planejando voltar em fevereiro. O grupo está na última fase dos preparativos". Também foi dito: "Os membros antigos não estarão nesse grupo, mas, desta vez, integrantes do Super Junior, Girls' Generation, SHINee, f(x) e EXO participarão". Mais tarde, foi anunciado que o tracklist conteria músicas em coreano, japonês e chinês. Em 12 de fevereiro de 2014, os membros do SM The Ballad - com a exceção de Max e Yesung - realizaram um concerto, performando as novas músicas de seu álbum. O álbum foi lançado no dia seguinte.

## Integrantes

### Integrantes do atual/último lançamento
- Max (em coreano:  최강) nascido Shim Chang-min (em coreano:  심창민) em Seul, Coreia do Sul em 18 de fevereiro de 1988 (37 anos).
- Yesung (em coreano:  예성) nascido Kim Jong-woon (em coreano:  김종운) em Seul, Coreia do Sul em 24 de agosto de 1984 (40 anos). Cujo nome real é Kim Jong-hoon (em coreano:  김종훈).[11]
- Zhang Liyin (em chinês:  張力尹) nascida em Chengdu, Sichuan, China em 28 de fevereiro de 1989 (36 anos). Também atende por seu nome coreano Jang Ri-in (em coreano:  장리인). Zhang deixou a S.M. Entertainment em abril de 2017.[12]
- Taeyeon (em coreano:  태연) nascida Kim Tae-yeon (em coreano:  김태연) em Jeonju, Jeolla do Norte, Coreia do Sul em 9 de março de 1989 (36 anos).
- Zhou Mi (em chinês:  周覓; em coreano:  조미) nascido em Wuhan, Hubei, China em 19 de abril de 1986 (38 anos).
- Jonghyun (em coreano:  종현) nascido Kim Jong-hyun (em coreano:  김종현) em Seul, Coreia do Sul em 8 de abril de 1990. Faleceu em 18 de dezembro de 2017 (27 anos).[13]
- Krystal (em coreano:  크리스탈) nascida Chrystal Soo Jung em São Francisco, Califórnia, Estados Unidos em 24 de outubro de 1994 (30 anos).[14] Taebém atende por seu nome coreano Jung Soo-jung (em coreano:  정수정).
- Chen (em coreano:  첸) nascido Kim Jong-dae (em coreano:  김종대) em Siheung, Gyeonggi, Coreia do Sul em 21 de setembro de 1992 (32 anos).

### Integrantes de lançamentos anteriores
- Jay Kim (em coreano:  제이김) nascido Kim Gyun-woo (em coreano:  김견우) na Califórnia, Estados Unidos em 8 de abril de 1983 (41 anos).
- Kyuhyun (em coreano:  규현) nascido Cho Kyu-hyun (em coreano:  조규현) em Seul, Coreia do Sul em 3 de fevereiro de 1988 (37 anos).
- Jino (em coreano:  지노) nascido Jo Jin-ho (em coreano:  조진호) em Daejeon, Coreia do Sul em 17 de abril de 1992 (32 anos).[15]

## Discografia

### Álbuns de estúdio
| Detalhes do álbum | Lista de faixas |
| --- | --- |
| SM the Ballad Vol. 1 – 너무 그리워 (Miss You) - Primeiro mini-álbum - Data de lançamento: 29 de novembro de 2010 - Gênero: Pop, R&B - Gravadora: SM Entertainment - Idioma: Coreano - Vendas: 23,162+ - Melhor posição: #1             | 1. "Miss You" 2. "Hot Times" 3. "Love Again" (solo de Kyuhyun) 4. "Don't Lie" (Jonghyun & Jino feat. Henry) 5. "내일은… (Another Day)" (solo de Jay) |
| SM the Ballad Vol. 2 – Breathe - Segundo mini-álbum - Data de lançamento: 13 de fevereiro de 2014 - Gênero: Pop, R&B, Balada - Gravadora: SM Entertainment - Idioma: Coreano, Japonês, Mandarim - Vendas: 62,032+ - Melhor posição: #1 | 1. "Dear...(Intro)" 2. "Breathe" (Jonghyun & Taeyeon) 3. "Blind" (solo de Yesung) 4. "Set Me Free" (solo de Taeyeon) 5. "A Day Without You" (Jonghyun & Chen) 6. "When I Was... When U Were..." (Chen & Krystal) 7. "Breath" (Japanese Version) (Max & Krystal) 8. "Blind" (Japanese Version) (solo de Yesung) 9. "Breath" (Chinese Version) (Chen & Zhang Liyin) 10. "Blind" (Chinese Version) (solo de Zhou Mi) |

- Nota: As faixas em negrito são os singles promocionais de lançamento.

## Outras mídias
Em 4 de janeiro de 2011, a S.M. Entertainment, em conjunto com NEOWIZ Internet Corporation, Ltd., lançou um aplicativo para  iPhone que apresenta o primeiro mini-álbum do SM The Ballad, Miss You. O aplicativo inclui faixas de visualização do álbum, uma galeria de imagens e relógio, bem como os vídeos das música "Miss You" e "Hot Times".